# اوزون أكشن
أوزون أكشن هو فرع من برنامج الأمم المتحدة للبيئة (UNEP) الذي يوجد مكتبه الرئيسي في باريس، وهو جزء من قسم التكنولوجيا والصناعة والاقتصاد (DTIE) التابع لبرنامج الأمم المتحدة للبيئة.

## التأسيس
تم تأسيسها في عام 1991، وهي تضم اليوم موظفين في خمسة مكاتب إقليمية لبرنامج الأمم المتحدة للبيئة، أي في إفريقيا (نيروبي، كينيا)، آسيا والمحيط الهادئ (بانكوك، تايلاند)، أمريكا اللاتينية ومنطقة البحر الكاريبي (مدينة بنما، بنما)، وغرب آسيا (المنامة، البحرين).

## الأهمية
يساعد برنامج الأمم المتحدة للبيئة - أوزون أكشن - البلدان النامية والبلدان التي تمر اقتصاداتها بمرحلة انتقالية (CEITs) لتحقيق والحفاظ على امتثالها لبروتوكول مونتريال بشأن المواد المستنفدة لطبقة الأوزون، واتخاذ قرارات مستنيرة بشأن التكنولوجيات البديلة والسياسات الصديقة للأوزون.

## الإنجازات
نفذت أكثر من 1000 المشاريع والخدمات التي استفاد منها أكثر من 100 من البلدان النامية. كما ساعدت 17 التي تمر اقتصاداتها بمرحلة انتقال وتوفير المزيد من الخدمات التي تقدم آخر من 40 بلدا.
من أجل مساعدة البلدان النامية على الامتثال لبروتوكول مونتريال ، أنشئ الصندوق متعدد الأطراف لتنفيذ بروتوكول مونتريال. يتمثل الهدف الرئيسي للصندوق في مساعدة البلدان النامية الأطراف في بروتوكول مونتريال الذي يقل نصيب الفرد من استهلاكه وإنتاجه للمواد المستنفدة للأوزون عن 0.3 كجم للامتثال لتدابير الرقابة الواردة في البروتوكول ".
برنامج عمل الأوزون هي فرع واحد من الوكالات المنفذة للصندوق، جنبا إلى جنب مع الآخرين، مثل اليونيدو, برنامج الأمم المتحدة الإنمائي و البنك الدولي.

## وصلات خارجية
- الموقع الرسمي